# Zamarada latilimbata
Zamarada latilimbata is een vlinder uit de familie spanners (Geometridae). De wetenschappelijke naam van deze soort is voor het eerst geldig gepubliceerd in 1948 door Rebel.
De soort komt voor in tropisch Afrika.